# Traffic Crossing Leeds Bridge
Traffic Crossing Leeds Bridge – brytyjski niemy film krótkometrażowy z 1888 roku w reżyserii Louisa Le Prince’a, przedstawiający dwusekundową scenkę na moście w Leeds.
Film jest uznawany przez wielu za drugi w historii po filmie Scenka ogrodu z Roundhay (Roundhay Garden Scene) z tego samego roku.